# Clarence Hudson White

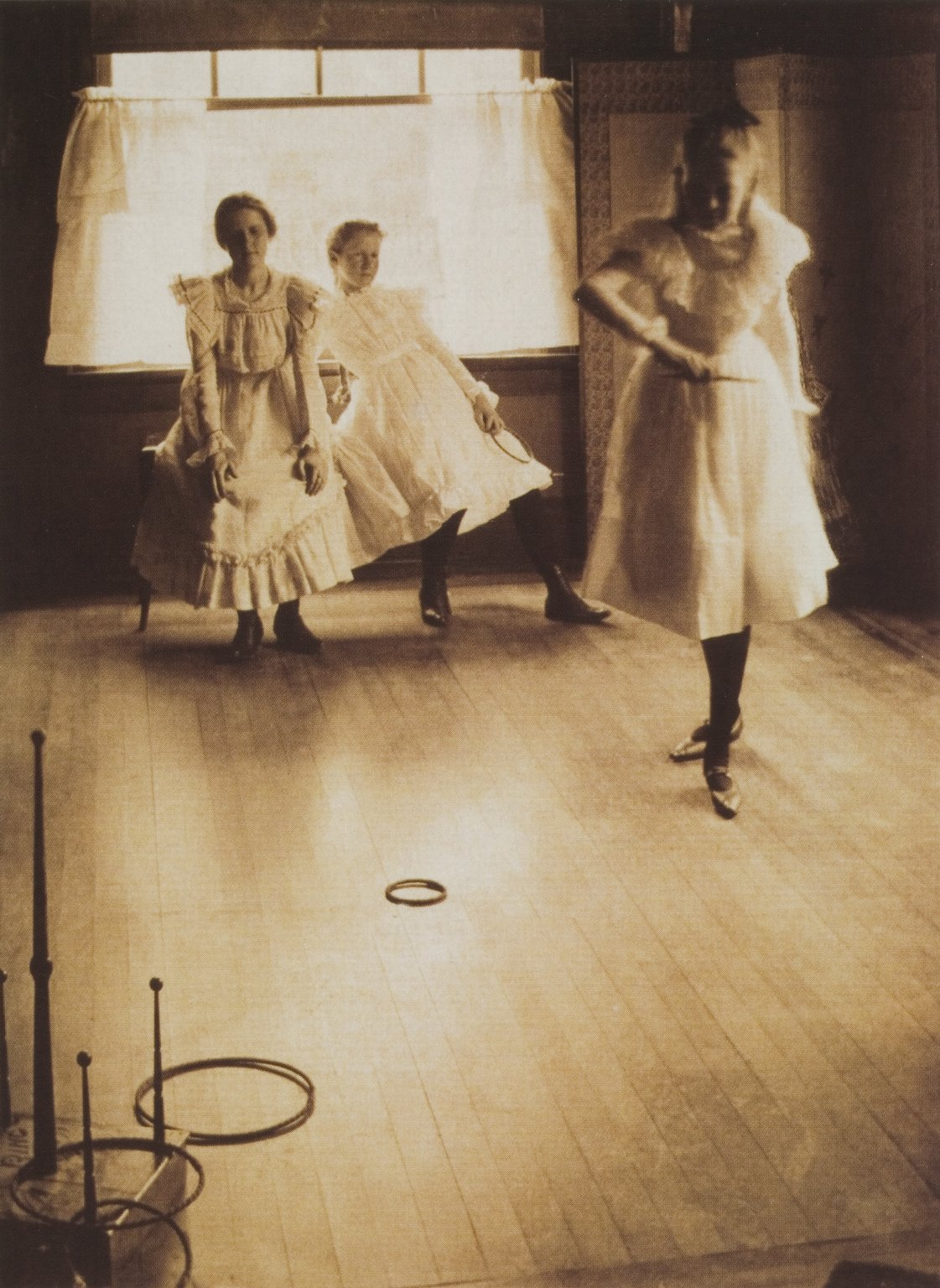
C. H. White, Zabawa w obręcze, 1899

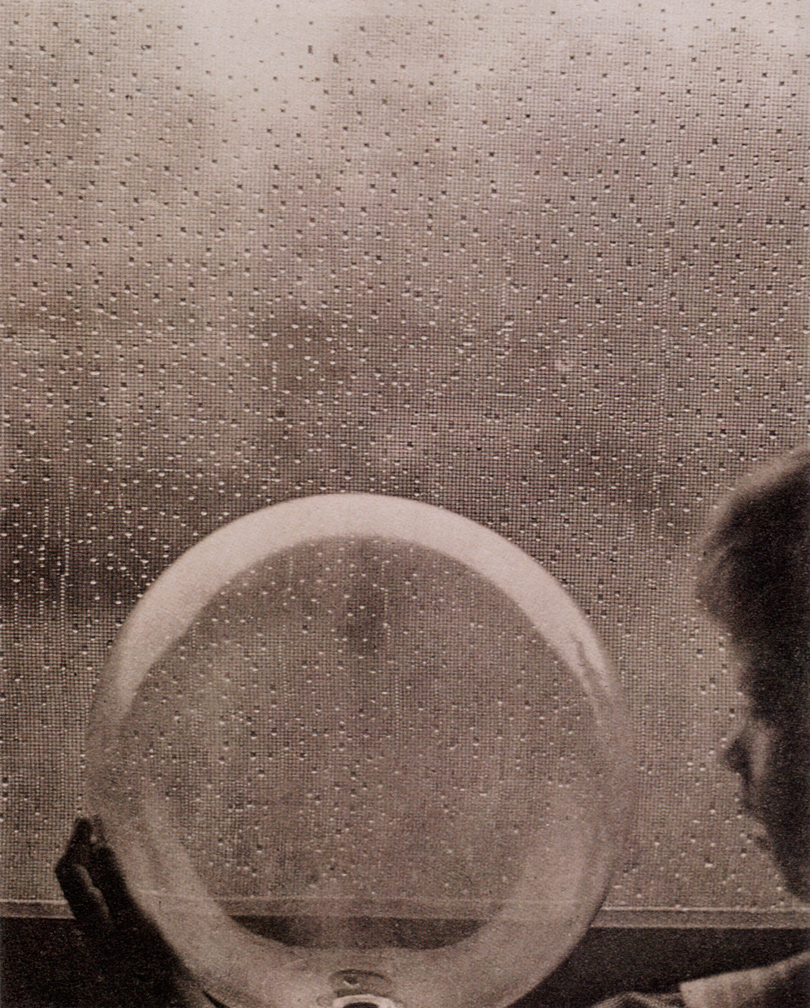
C. H. White, Krople deszczu, 1908

Clarence Hudson White (ur. 8 kwietnia 1871 w West Carlisle w Ohio, zm. 8 lipca 1925 w Meksyku) – amerykański fotograf. Jeden z czołowych przedstawicieli amerykańskiego piktorializmu, autor fotografii rodzajowych ukazujących sceny z codziennego życia, także aktów i innych. Członek Foto-Secesji. Nauczał fotografii, a do jego uczniów należeli m.in. Margaret Bourke-White, Anton Bruehl, Laura Gilpin, Dorothea Lange, Paul Outerbridge, Ralph Steiner, Doris Ulmann.
Dzieciństwo spędził w Ohio. Uczęszczał do szkoły średniej w Newark, a po jej ukończeniu pracował jako księgowy. W 1893 roku ożenił się z Jane Felix. Mniej więcej w tym samym czasie zaczął fotografować, będąc w tym zakresie samoukiem; używał wówczas aparatu Premo 6⅛ × 8⅛ z 13-calowym obiektywem. Nieskrępowany regułami wpajanymi podczas akademickiej i artystycznej edukacji (nie otrzymał żadnej z nich), w fotografii śmiało eksperymentował z efektami świetlnymi i formalnymi. W 1898 został założycielem stowarzyszenia fotograficznego Newark Camera Club, którego znaczenie wykroczyło poza lokalne ramy. Pozycja White’a jako fotografa umacniała się, a potwierdziło ją zaproszenie White’a (oraz Gertrude Käsebier) w 1900 roku do grona Linked Ring Brotherhood. Z tego okresu pochodzi m.in. zdjęcie Zabawa w obręcze (1899). Fotografie White’a charakteryzują się zmiękczonym obrazem i specyficzną estetyką, ukształtowaną pod wpływem sztuki Japonii i prerafaelitów, twórczości malarskiej Jamesa McNeilla Whistlera i fotograficznej Julii Margaret Cameron. Jak pisze Naomi Rosenblum, fotografie White’a, koncentrujące się na świetle i na nastroju, na wyważonej grze półcieni i przestrzeni, na wyczuciu autentycznego uroku domowego życia, są ucieleśnieniem amerykańskiego piktorializmu. 
W 1902 White został członkiem założycielem Foto-Secesji, stowarzyszenia zainicjowanego przez Alfreda Stieglitza. Zdjęcia White’a często pojawiały się na łamach czasopisma wydawanego przez Foto-Secesję, „Camera Work”. 
W 1904 White zrezygnował z pracy, by zupełnie poświęcić się fotografii. Dwa lata później wraz z rodziną przeprowadził się do Nowego Jorku, gdzie swoje zdjęcia wystawiał w Little Galleries. Razem ze Stieglitzem fotografował akty, jednak na początku drugiego dziesięciolecia XX wieku ich przyjaźń zaczęła gasnąć. Podjął pracę w charakterze wykładowcy na Columbia University, a następnie także w Brooklyn Institute of Arts and Sciences, w efekcie czego jego głównym zajęciem stało się, zamiast fotografowania, nauczanie fotografii. White, w przeciwieństwie do swoich uczniów, takich jak Karl Struss, nie wykazywał zainteresowania fotografowaniem Nowego Jorku, preferując bardziej naturalne krajobrazy. Kupił zrujnowaną farmę w Seguinland i otworzył Seguinland School of Photography, oferującą letnie kursy fotografii. W 1919 szkoła została przeniesiona do Canaan (Maine). 
White zmarł nagle, podczas wyprawy fotograficznej do Meksyku w 1925. White School of Photography działała jeszcze po jego śmierci, do 1942 roku.

## Wybrane prace
- Panna Grace, 1898,
- Wiosna, 1898,
- Zabawa w obręcze, 1899,
- Panna Thompson, 1907 (wspólnie z Alfredem Stieglitzem).